# Cornulaca
Cornulaca es un género de plantas fanerógamas pertenecientes a la familia Amaranthaceae. Comprende 11 especies descritas y de estas, solo 7 aceptadas.

## Descripción
Son hierbas o arbustos bajos con hojas alternas, sésiles, generalmente espinosos o espinulosos en el ápice. Flores hermafroditas o polígamas, solitarias o en 3-glomérulos de flores. Segmentos del perianto 5, libres casi hasta la base, hialino, el segmento anterior generalmente desarrolla una espina larga en la fruta. Estambres generalmente 5. Utrículo incluido en el perianto, ovoide, lateralmente comprimido, sin perianto. Semilla vertical con un embrión espiral.

## Distribución
Género está distribuido desde Egipto hasta el suroeste de Asia en Pakistán (Baluchistán). El límite oriental termina en el sur de Baluchistán.

## Taxonomía
El género fue descrito por  Alire Raffeneau Delile y publicado en Description de l'Égypte, . . . Histoire Naturelle, Tom. Second 206, pl. 22, f. 3. 1812[1813]. La especie tipo es: Arthrophytum subulifolium Schrenk

## Especies aceptadas
A continuación se brinda un listado de las especies del género Cornulaca aceptadas hasta octubre de 2012, ordenadas alfabéticamente. Para cada una se indica el nombre binomial seguido del autor, abreviado según las convenciones y usos.
- Cornulaca alaschanica C.P.Tsien & G.L.Chu
- Cornulaca amblyacantha Bunge
- Cornulaca aucheri Moq.
- Cornulaca ehrenbergii Asch.
- Cornulaca korshinskyi Litv.
- Cornulaca monacantha Delile
- Cornulaca setifera (DC.) Moq.